# Sarektjåkkå
Sarektjåkkå är ett cirka 22 kilometer långt bergsmassiv i Sareks nationalpark och avgränsas i öster av Kukkesvagge och i väster av Ruotesvagge. Massivet har de högsta topparna i Sarek där Stortoppen, med  2 089 meter över havet, är det näst högsta berget i Sverige. Ytterligare tre toppar når över två tusen meter över havet, nämligen Nordtoppen (2 056 m), Sydtoppen (2 023 m) och Bucht-toppen (2 010 m). Sarektjåkkå rymmer 20 glaciärer och har 35 toppar och är till ytan Sareks största massiv.

## Bestigningar

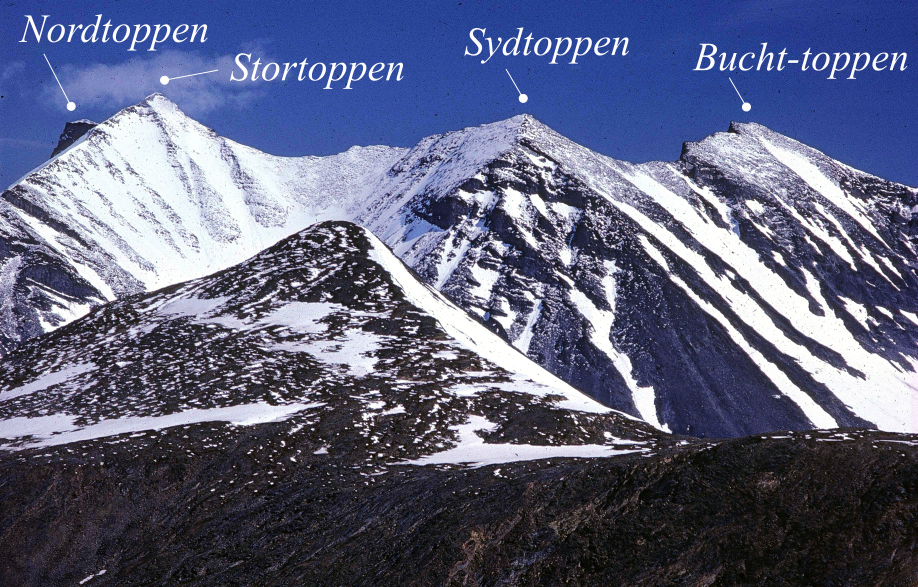
Massivets fyra 2000-meterstoppar (Nordtoppen delvis skymd av Stortoppen)

Sarektjåkkos högsta topp bestegs för första gången av tre samer som ledde kartografen Gustaf Wilhelm Bucht till Stortoppen den 8 juli 1879. Två år senare bestegs toppen av fransmannen Charles Rabot och något därefter av Axel Hamberg.

## Glaciärer

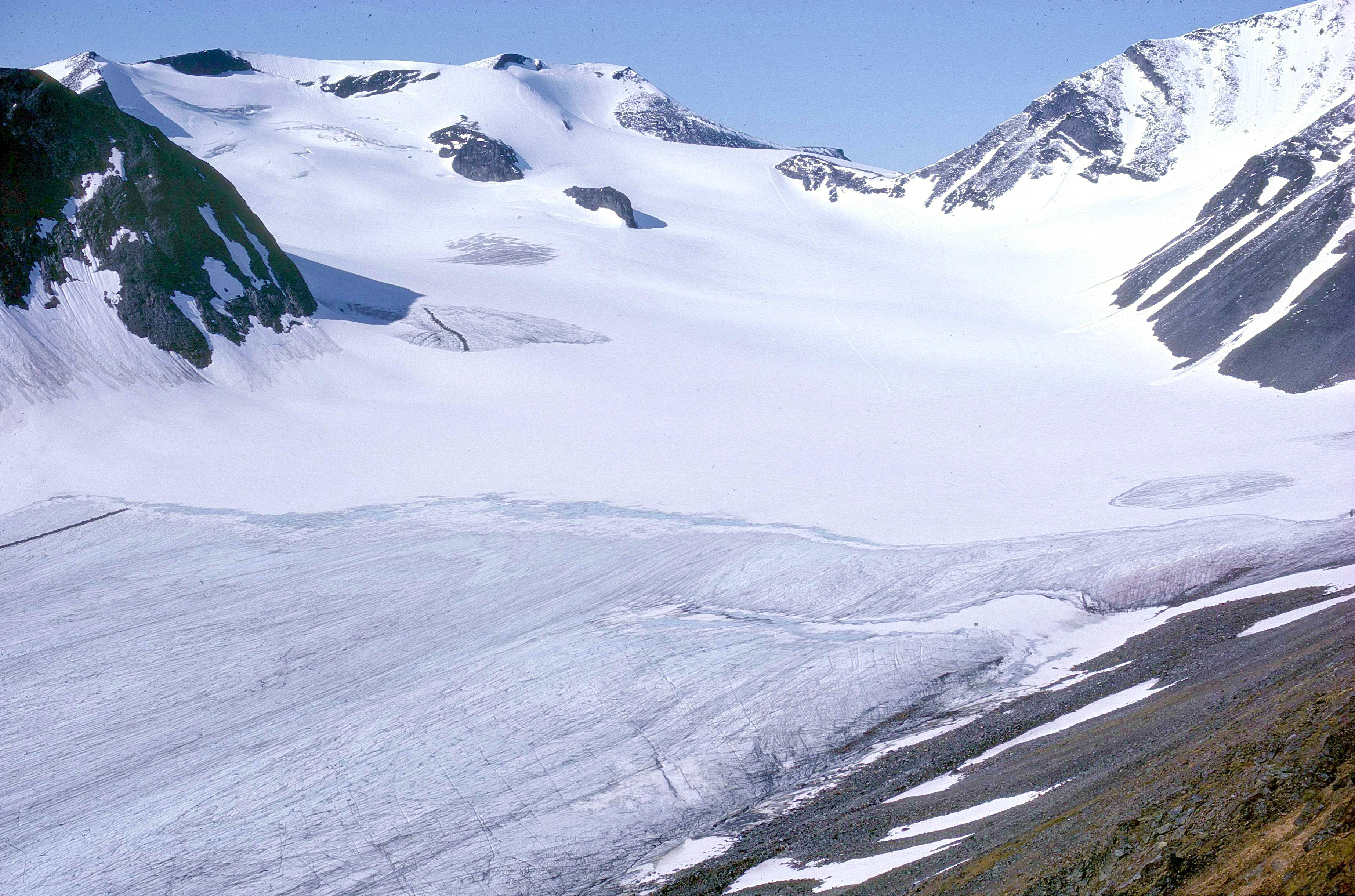
Övre delen av Mikkajekna i Sarektjåkkåmassivet

Massivet har två av Sareks fyra största glaciärer, Mikkajekna och Suottasjekna. Av massivets tio största glaciärer avvattnas sju till Kukkesvagge och de övriga till Ruotesvagge och övre Rapadalen.

## Mittre delar

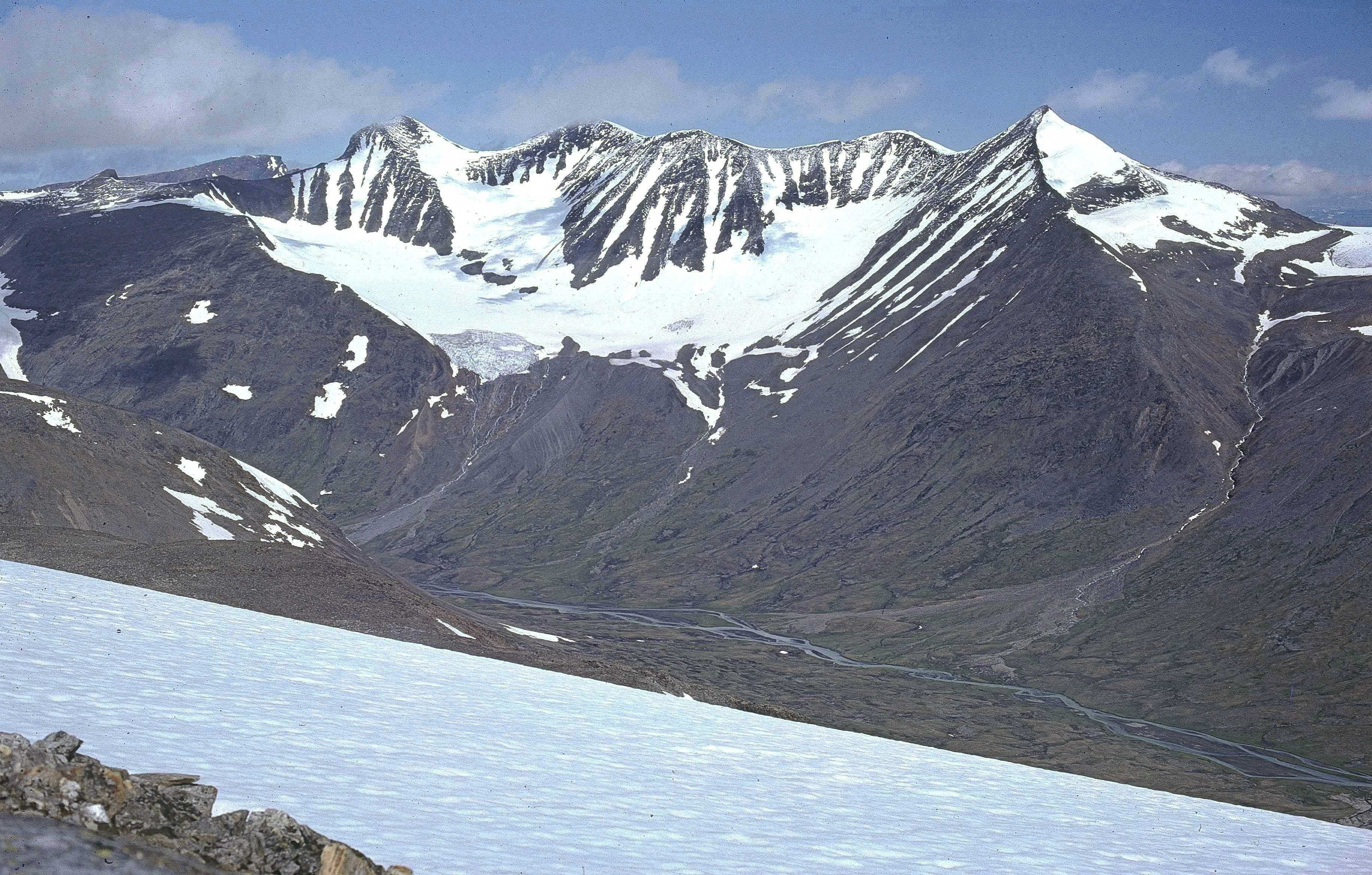
Gassatjåhkkå i den norra delen av Sarektjåkkåmassivet
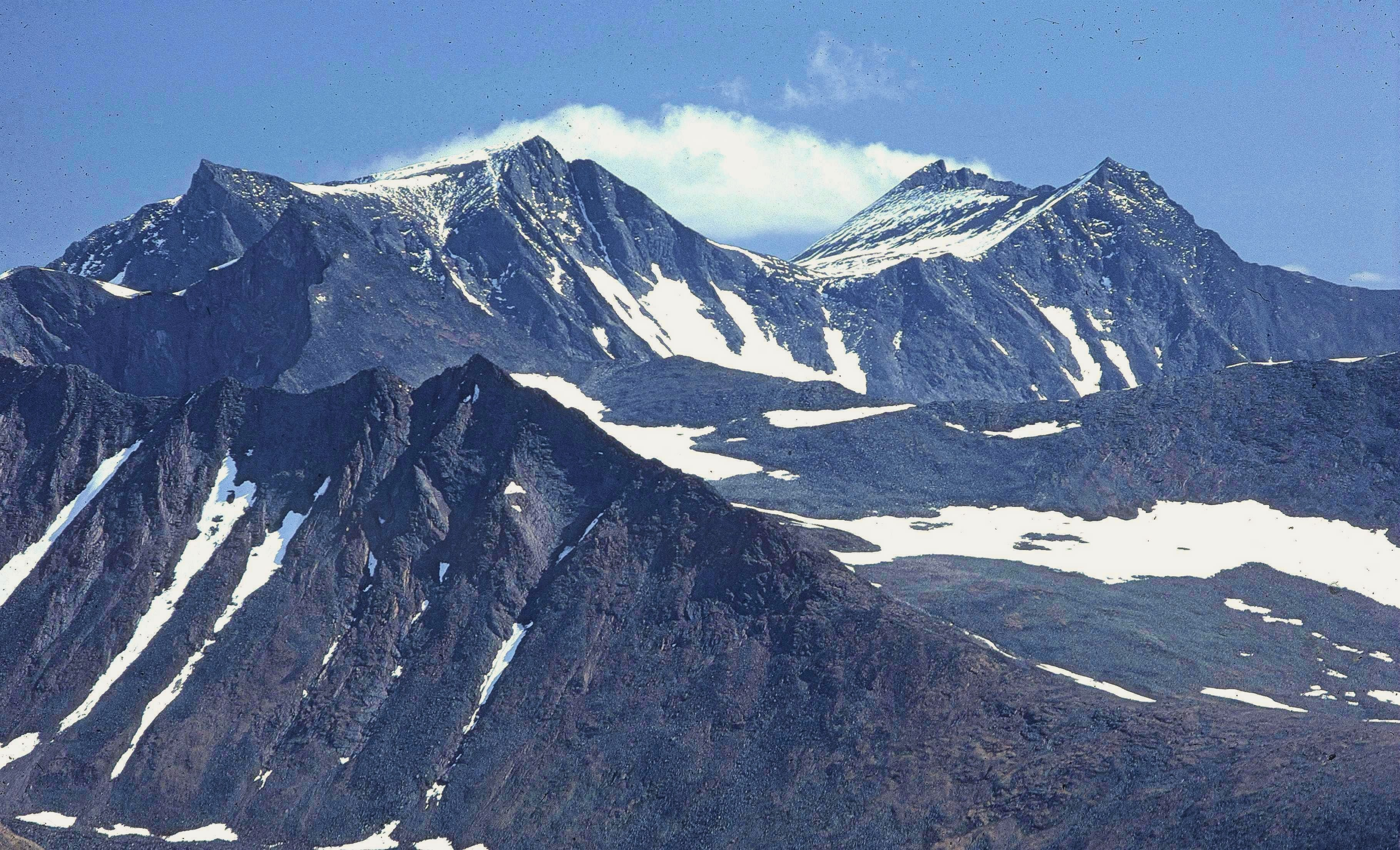
Spijkka och Vuoinestjåkkå i Sarektjåkkåmassivets södra del
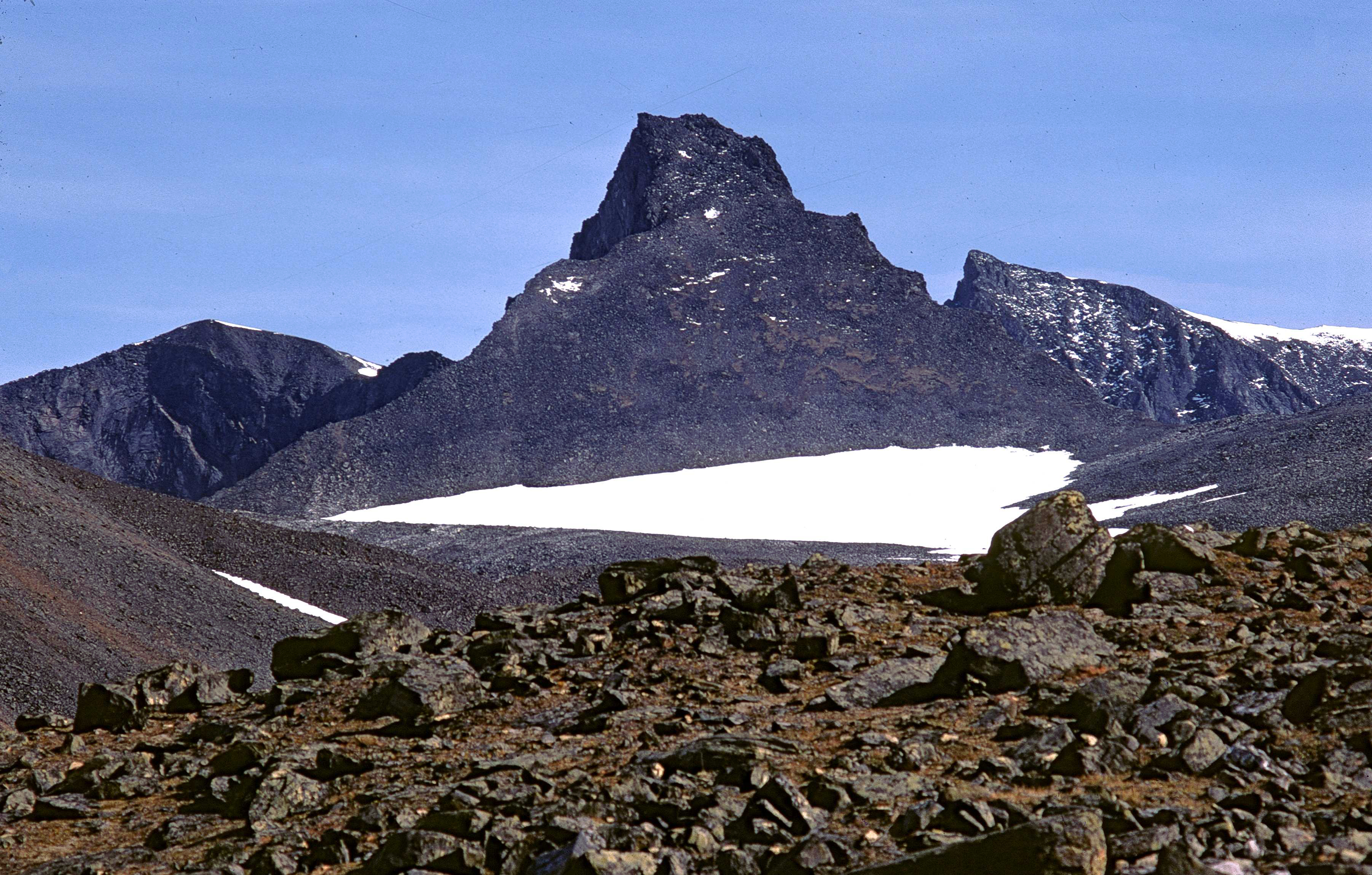
Svarta Spetsen